# Нейтральний рівень глибини
Нейтральний рівень глибини (рос. нейтральный уровень глубины; англ. depth neutral level; нім. Neutraltiefenniveau n) – рівень глибини в надрах Землі, на якій згасають сезонні коливання температури. Н.р.г. становить 10 – 40 м (крім районів вічної мерзлоти).